# Aspnäs naturreservat
Aspnäs naturreservat är ett naturreservat i Heby kommun i Uppsala län.
Området är naturskyddat sedan 1973 och är 1 253 hektar stort. Reservatet består av tidvis översvämmade strandängar vid sjön  Tämnaren.